# Carole Fréchette
Carole Fréchette (Montreal, Quebec; 1949) es una dramaturga y novelista canadiense.
Formada como actriz en la Escuela Nacional de Teatro de Canadá, Carole Fréchette comienza a escribir piezas dramáticas en la década de los 80.
Actualmente tiene una quincena de obras entre las cuales destacan Las cuatro muertes de María, La piel de Elisa, Los siete días de Simón Labrosse, El collar de Helena, Pienso en Yu y Small talk. 
Su teatro ha sido traducido a una veintena de lenguas y se ha representado en los cinco continentes.

## Biografía
Nacida en Montreal en 1949, Carole Fréchette fue admitida en la Escuela Nacional de Teatro de Canadá en 1970, donde durante tres años estudia para convertirse en actriz. Cofundadora de la agrupación feminista Theatre des Cuisines, en la década de los ochenta abandona la actuación en favor de la dramaturgia. Ganadora de diferentes premios entre los que destacan el Siminovitch en teatro, el premio más importante en dramaturgia de Canadá, es hoy en día una de las autoras teatrales quebequesas más conocidas en el extranjero, aunque también ha hecho inclusión en la novela juvenil con piezas como Carmen en fuga menor y Do de Dolores. En los últimos años se dedica a asesorar a jóvenes autores, dando charlas y talleres.

### Teatro
- Baby Blues, 1989.
- Las cuatro muertes de María, 1998.
- La piel de Elisa, 1998.
- Los siete días de Simón Labrosse, 1999.
- El collar de Helena, 2002.
- Violeta sobre la tierra, 2002.
- Jean y Beatrice, 2002.
- Route 1  (pieza corta), 2004.
- La Pose (pieza corta), 2007.
- La pequeña habitación en lo alto de la escalera, 2008.
- Asesino en serie y otras piezas cortas, 2008.
- Pienso en Yu, 2012
- Entrefilet, 2012.
- Small talk, 2014

### Novela
- Portrait de Doris en jeune fille, 1987.
- Carmen en fuga menor, 1996.
- Do de Dolores, 1999.

## Distinciones
- 1995 : Premio del Gobernador General de Canadá[5] por Las cuatro muertes de María
- 1998 : Premio Floyd S. Chalmers por Las cuatro muertes de María (traducción de John Murrell)
- 2002 : Premio de la Francofonía de la Sociedad de Autores y Compositores Dramáticos de Canadá
- 2002 : Premio Élinore et Lou Siminovitch en teatro
- 2004 : Premio Sony Labou Tansi des lycéens por El collar de Helena
- 2014 : Premio del Gobernador General de Canadá por Small Talk